# Portret weneckiego admirała
Portret weneckiego admirała – obraz autorstwa włoskiego malarza Jacopa Tintoretta.
Tintoretto był autorem bardzo wielu portretów, wykonanych w stylu Tycjana. Większość malowane były w podobny sposób: pośpiesznie choć zdecydowanie, z charakterystycznym układem kompozycyjnym, czyli z podobnym ustawieniem głowy, rozłożeniem cieni, zarysem nosa i ust i bardzo często z parapetem okiennym z lewej strony.
Portret admirała nie odbiega od przyjętego przez Tintoretta szablonu. Starsza postać została sportretowana w zbroi, którą wydobywają z ciemnego tła impasty odbijające się na wypukłościach metalu. Za oknem widać bitwę morską, która jest aluzją dla dokonań portretowanego i zaznacza jego rangę. Portret, jak wykazały prześwietlenia wykonane rentgenogramem, został namalowany na innym niedokończonym wizerunku. Był to prawdopodobnie wizerunek młodego brodatego mężczyzny w świeckim stroju. Ślady wcześniejszego wizerunku widać również gołym okiem. Zza przezroczystej brody, prześwituje biały kołnierz a twarz ma dwie pary oczu. Przy takim tempie malowania obrazów jakie prezentował Tintoretto w swoim warsztacie, przy szybko wykonywanych zleceniach, wykorzystywanie nieukończonego obrazu nie było niczym niezwykłym.
Pierwotnie obraz uchodził za dzieło Jacopa Bassana, jednakże opinie historyków sztuki Giuseppe Fiocca, Bernarda Berensona i Roberta Longhi potwierdziły autorstwo Tintoretta.